# 武豊パーキングエリア
武豊パーキングエリア（たけとよパーキングエリア）は、愛知県知多郡武豊町にある南知多道路のパーキングエリア。

## 概要
武豊ICと接続する上り線に設置されており、下り線にはない。
南知多道路を運営する愛知道路コンセッションは駐車場のみを管理している。2018年11月末に併設の売店やレストランは閉鎖され、それ以降に利用できる施設は自動販売機と仮設トイレだけとなっていた。
その後、土地と建物を住都建設（名古屋市）が取得して改修を実施。2023年11月3日、LODGE CAFE（ロッヂ カフェ） がオープンした。
当PAに設置のイルカ形のゴミ箱は、南知多ビーチランドに設置されているものと同形である。
なお、駐車場から本線に戻るルートと武豊IC出口（料金所）へ向かうルートが異なり、駐車位置によっては経路が交錯する。PAからICへ出ることは可能だが、ICからPAに入ることはできない。

## 道路
- 南知多道路

## 施設
- 駐車場
  - 大型5台
  - 小型60台
  - 車椅子用2台
- 仮設トイレ　男性：大3（洋式3）・女性：3（洋式3）・車椅子トイレ：1
- 自動販売機

## 隣
南知多道路
半田IC - 武豊IC/PA - （美浜PA） - 美浜IC